# فیش (راینلاند-فالتس)
فیش (به آلمانی: Fisch) یک شهر  در آلمان است که در تریر-زاربورگ واقع شده‌است. فیش ۳۱۸ نفر جمعیت دارد.